# Tripoli, Liban
Tripoli, alternativ Tripolis, (în limba arabă طرابلس , Tarābulus, Trāblus), este al doilea oraș ca mărime din Liban cu peste 500.000 de locuitori. 80% din populație erau de cult musulman sunnit. Tripoli se află în partea de nord a Libanului, fiind reședința guvernoratului Libanul de Nord (North Governorate, الشمال sau Aš Šamal în arabă)
 Majoritatea locuitorilor din Tripoli sunt musulmani.